# Cheval au Venezuela
Le cheval au Venezuela (espagnol : caballo) arrive avec les troupes d'Alonso de Ojeda en 1520, puis son élevage s'implante avec les premiers colons en 1528. La souche originelle est influencée par le cheval colonial espagnol, avec diverses importations subséquentes. Le Venezuela compte plus de 520 000 représentants de l'espèce chevaline en 2014, dont une population de chevaux sauvages et huit races différentes élevées sur son territoire.
Comme dans d'autres pays tropicaux, les chevaux du Venezuela sont touchés par des maladies telles que la fièvre du Nil occidental. Une zoonose majeure frappe le pays, l'encéphalomyélite équine vénézuélienne.

## Histoire

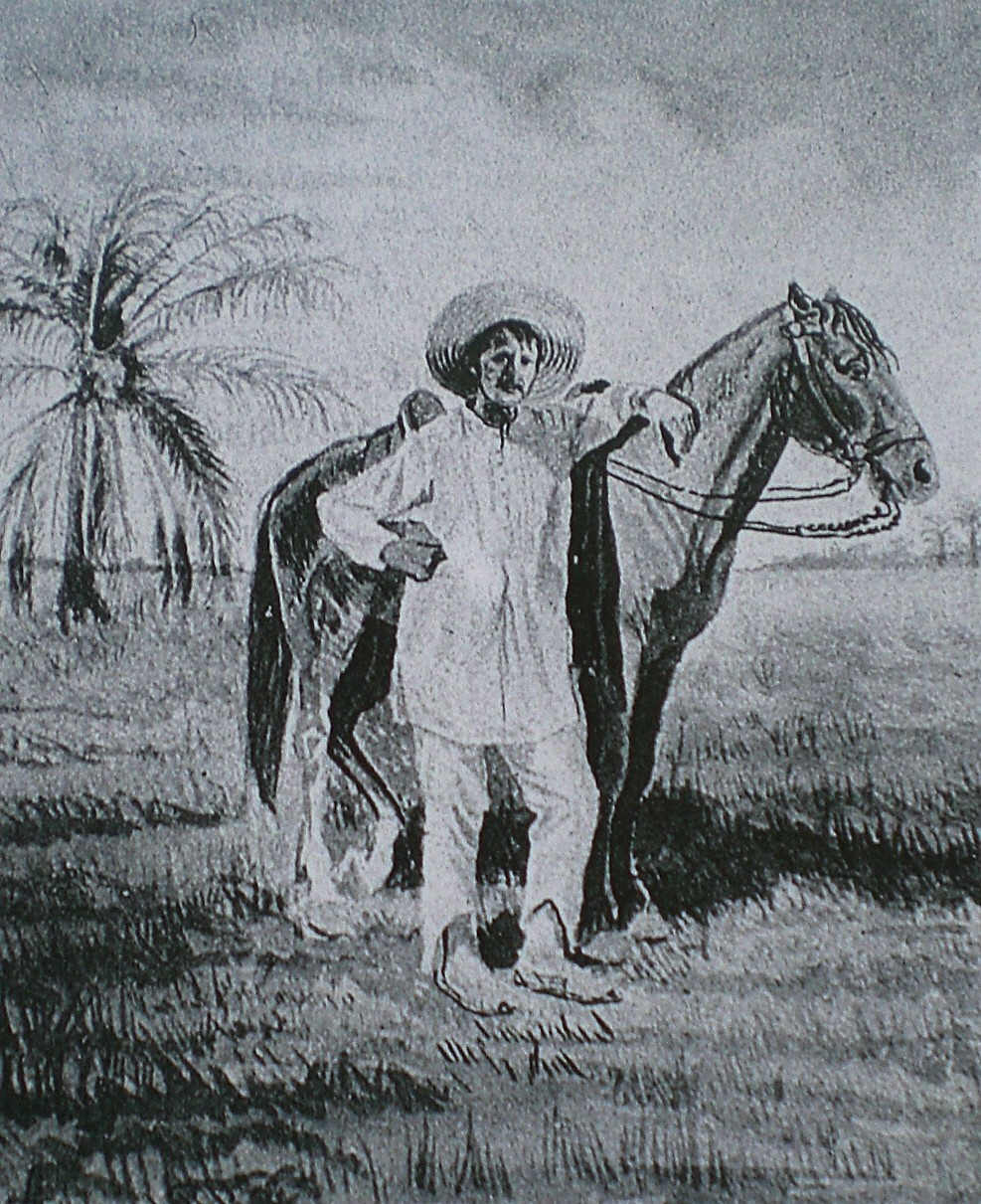
Llanero vénézuélien au XIX.

Des fossiles de chevaux sauvages datant de la Préhistoire ont été retrouvés sur tout le continent américain. Le cheval disparaît environ 10 000 ans av. J.C., peut-être sous la pression de la chasse des populations humaines,. L'espèce est réintroduite par des explorateurs et des colons européens sous sa forme domestique, à partir du XVe siècle. D'après le zoologue Angel Cabrera, le Venezuela est devenu l'un des pays du continent américain qui concentrent les plus grands troupeaux de chevaux, malgré son climat tropical défavorable à l'élevage et son « grand nombre d'animaux nuisibles », en particulier grâce à l'action des « hommes de la plaine ».

### Premières arrivées
D'après Cabrera, les chevaux arrivent au Venezuela simultanément à leur arrivée en Nouvelle-Grenade. Les tout premiers chevaux à poser le pied sur le sol vénézuélien (premier débarquement) sont ceux du conquistador Alonso de Ojeda, qui dirige des expéditions punitives contre les amérindiens établis sur les côtes en 1520. Le nombre de chevaux de ces expéditions n'est cependant pas connu.
Cabrera estime que leur introduction véritable pourrait être du fait de Gonzalo de Ocampo (es), qui débarque depuis Saint-Domingue en 1520 avec une troupe de 300 soldats pour punir les amérindiens de Maracapana après la mort d'Ojeda et des Dominicains. Il n'existe cependant pas de source relative au nombre de chevaux participant à cette expédition, ni à celle de Jácome de Castellón qui parvient à fonder la ville de Cumana en 1521.
En 1526, le peuplement de Coro mené par Jean de Ampies, régisseur à Saint-Domingues, introduit l'élevage de chevaux sur place, ce dernier envoyant une lettre de plainte à Charles Quint,. Charles Quint a en effet, à la même époque, accordé des crédits à une banque allemande pour coloniser le Venezuela,. En retour, les Allemands fondent plusieurs colonies, principalement avec des Espagnols, et y importent des biens de valeurs, dont des chevaux. Les gouverneurs Welser sont chargés par le roi d'Espagne d'importer des chevaux depuis Hispaniola, San Juan et Santiago de Cuba, vers le Venezuela. Ambrosius Ehinger embarque à Sanlúcar de Barrameda et débarque au Venezuela avec 80 chevaux, dont la provenance reste inconnue,. Dans tous les cas, les Allemands importent un grand nombre de chevaux au Venezuela, notamment à la Guajira. Nikolaus Federmann embarque dix chevaux à Saint-Domingue et les confie à ses hommes à Coro, avant de se rendre à Puerto Rico pour y embarquer autant de bétail que possible et de débarquer de nouveau à Coro, au début de juin 1530.
Cristóbal Rodríguez, colon des Llanos, importe dix juments et deux poulains depuis Jerez, en Espagne, cette même année, afin de coloniser l'Apure et l'Arauca,. Antonio Sedeño, le régisseur des finances royales à Puerto Rico, emmène des chevaux à Trinidad puis en Nouvelle-Andalousie. Carthagène des Indes, fondée en 1533, devient la plus grande de ces colonies nouvellement fondées. Les chevaux y semblent initialement rares et chers. En 1535, leur présence est attestée avec Pedro Fernandez de Lugo, et ses troupes de 200 lanciers à cheval. En 1536, Juan Despés reçoit aussi l'autorisation de coloniser la Nouvelle-Andalousie.

### Généralisation de l'élevage
Les chevaux vénézuéliens descendent donc du cheval colonial espagnol, introduit par les colons et les conquistadores à partir du XVIe siècle,,. La majorité de ces chevaux fondateurs proviennent des Antilles, mais une part non négligeable d'entre eux, acquise par les Welser ou par des colons, provient directement d'Espagne.
Il semble que des chevaux abandonnés par Don Pedro de Mendoza en 1535 près de Buenos Aires aient également joué un rôle particulier dans la présence chevaline au Venezuela.
Il en émerge une race de chevaux Criollo nationale, le Criollo vénézuélien, proche du Criollo colombien malgré sa poitrine plus large et son ventre levretté. L'élevage se répand en particulier dans les plaines inondables du Venezuela, où les hatajo (troupeaux de chevaux) s'adaptent à se biotope et à son climat, composé d'une saison sèche et d'une saison humide.

### Depuis leXXesiècle
En 1961, sur la base des données de la FAO, la population chevaline au Venezuela est estimée à 426 000 têtes.

## Pratiques et usages

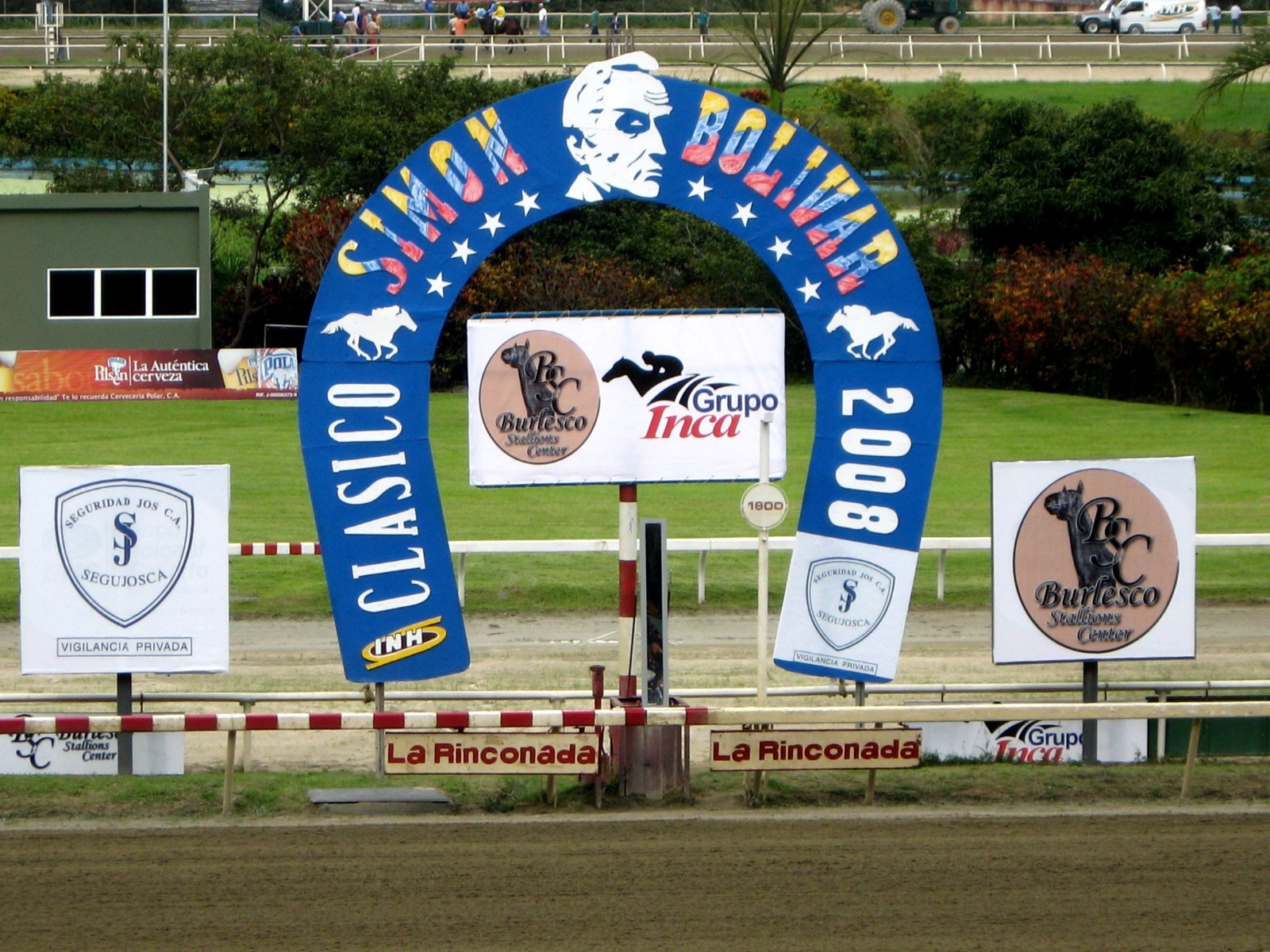
Hippodrome de la Rinconada.

Les chevaux du pays sont indispensables pour gérer l'élevage extensif des bovins, une activité qui existe dans toutes les régions du Venezuela. L'usage du cheval comme animal de traction est également répandu, dépassant de loin celui de l'âne.

### Sport hippique
Les courses de chevaux sont très populaires au Venezuela, s'agissant (en 2010) du second sport national qui attire le plus de sponsors, après le baseball. Si ce sport est populaire, les chevaux vénézuéliens ne figurent pas parmi les meilleurs sur la scène internationale. L'un des plus grands entraîneurs de sports hippiques du pays est Angel Penna, un Argentin qui a effectué sa carrière au Venezuela et aux États-Unis avant de déménager en France durant les années 1970, devenant l'entraîneur de Yves Saint-Martin.

## Élevage

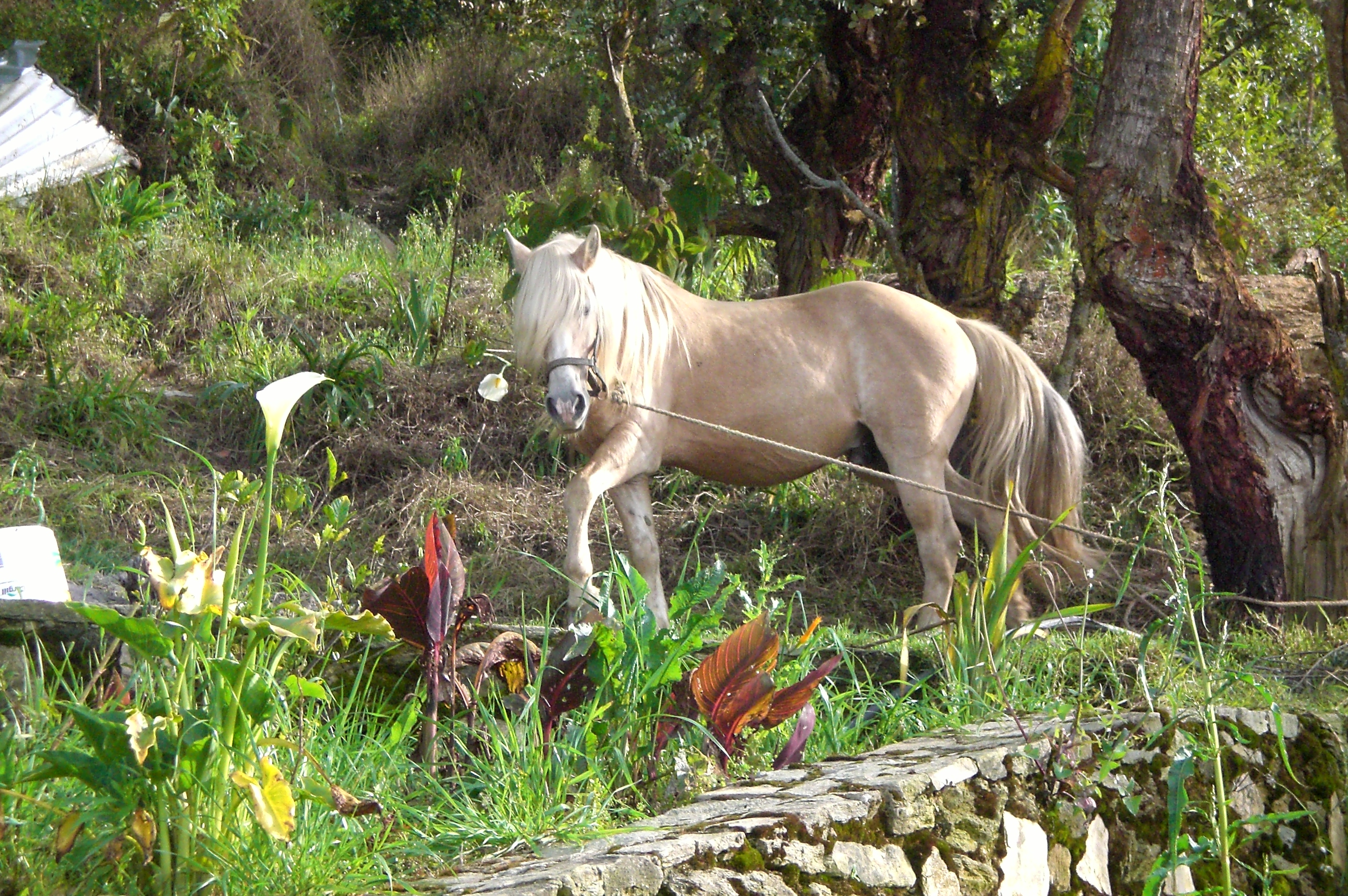
Petit cheval vénézuélien doté d'une robe palomino.

L'ouvrage de Chris J. Mortensen indique un cheptel de 522 000 têtes en 2014.
Dans les plaines du sud du Venezuela, l'élevage de chevaux de robe grise est privilégié, en raison de leur plus grande tolérance au climat tropical.

### Races élevées
La base de données DAD-IS indique la présence de huit races de chevaux au Venezuela : le Llanero ou Criollo venezuelien, le Colombiano, l'Arabe, le Shagya, le Pure race espagnole, le Pur-sang et le Quarter Horse. Les conditions rudes des llanos ont donné naissance à un type distinctif de petit cheval vénézuélien, le Criollo vénézuélien ou Llanero. Cependant, CAB International indique cette race vénézuelienne comme étant proche dans son aspect du Trote y galope de la Colombie voisine, tous deux ayant la même origine via le cheval colonial espagnol.

### Chevaux sauvages
Le Venezuela héberge une population de chevaux retournés à l'état sauvage dans les llanos (savanes). D'après l'étude de leur dynamique en 1992, ces chevaux sauvages vivent en bandes de 3 à 35 individus, avec 15 à 21 chevaux en moyenne, et un maximum de trois mâles adultes par groupe. Les mâles adultes peuvent également vivre en solitaire ou former des groupes de célibataires, et les femelles de façon exceptionnelle. Les prédateurs naturels des chevaux féraux du Venezuela sont rares.

### Maladies et parasitisme
Le Venezuela est touché par la fièvre du Nil occidental, causée par le virus du Nil occidental : d'après l'analyse antigénique de 791 chevaux issus de diverses régions du pays en 2007, 4,3 % ont été infectés.
La piroplasmose équine touche également le Venezuela ; une étude dans l'État de Lara en 2011, sur les niveaux d'anticorps contre Babesia caballi et Theileria equi dans 360 échantillons de sérum équin, a montré la présence de B. caballi chez 70,6 % d'entre eux, tandis que 50,3 % ont été détectés comme séropositifs pour T. equi ; 35,56 % étaient séropositifs pour les deux hémoparasites.
Une étude a porté sur la présence d'une infection à Helicobacter chez les chevaux de race Pur-sang au Venezuela, parmi un échantillon de 136 Pur-sangs présentant des signes de syndrome d'ulcère gastrique équin, à l'hippodrome national La Rinconada de Caracas ; la présence d'organismes de type Helicobacter dans la muqueuse gastrique a été confirmée.
Le virus de l'encéphalite équine vénézuélienne provoque l'encéphalomyélite équine vénézuélienne, qui est considérée comme une zoonose majeure ainsi qu'une maladie virale émergente, la plus grave des zoonoses de la famille des alphavirus.